# Pierre de Villeneuve

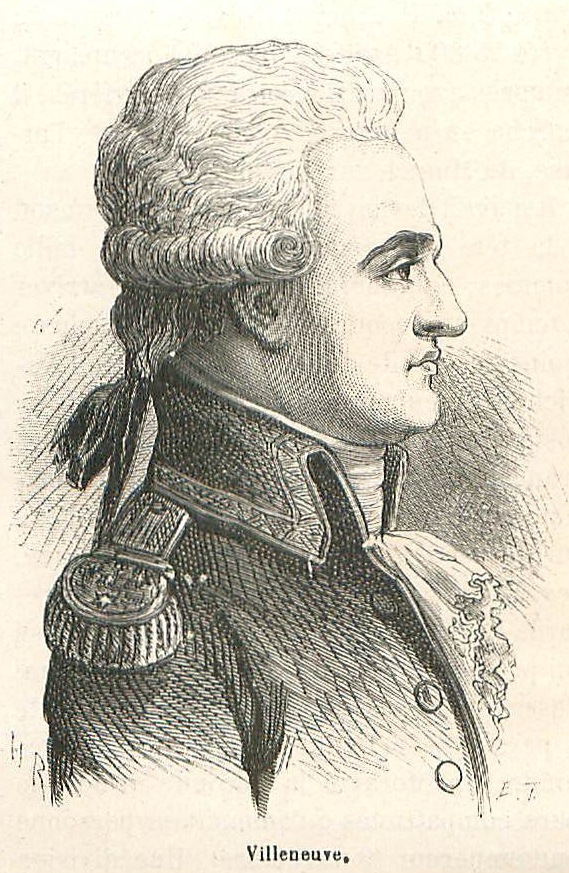
Pierre-Charles-Jean-Baptiste-Silvestre de Villeneuve

Pierre-Charles-Jean-Baptiste-Silvestre de Villeneuve (* 31. Dezember 1763 in Valensole; † 22. April 1806 in Rennes) war ein französischer Vizeadmiral. In der Schlacht von Trafalgar (1805) kommandierte er die vereinigte französisch-spanische Flotte, die von der Royal Navy unter Lord Nelson entscheidend geschlagen wurde.

## Leben
Im Jahre 1778 trat Villeneuve in die französische Marine ein. Er nahm am Krieg Frankreichs auf Seiten Nordamerikas gegen Großbritannien von 1778 bis 1783 teil. De Villeneuve diente in der Flotte de Grasse'. Während der Revolution wurde er als Aristokrat aus der Kriegsmarine ausgestoßen. Nach dem Sturz Robespierres erfolgte seine Wiedereinstellung. Er war Stabschef des Mittelmeergeschwaders unter Admiral Martin. Im Jahr 1796 stieg er zum Konteradmiral auf und nahm unter Admiral Brueys an der ägyptischen Expedition teil. Am 1. August 1798 befehligte er einen Teil der französischen Flotte in der Seeschlacht bei Abukir gegen die britische Flotte unter Horatio Nelson vor Ägypten. Nur durch Flucht gelang es ihm, das von ihm kommandierte Schiff vor der Zerstörung durch die Briten zu bewahren.
Auf seiner Rückreise nach Frankreich wurde Villeneuve in Malta von den Briten bei der Eroberung der Insel gefangen genommen, jedoch wurde er schon wenig später wieder entlassen. Von 1801 bis 1804 diente er als Befehlshaber des Geschwaders von Rochefort. Nach dem Tode des Admirals Latouche Treville übernahm er auf Vorschlag des Marineministers Decrès das Kommando über das Geschwader von Toulon.
Im Jahre 1805, inzwischen zum Vizeadmiral aufgestiegen, erhielt Villeneuve den Befehl, seine Flotte aus Toulon zu den Westindischen Inseln zu führen, um sich dort mit der spanischen Flotte zu vereinen und so die britische Flotte aus den europäischen Gewässern wegzulocken, um eine französische Invasion der britischen Inseln zu ermöglichen. Nach anfänglichen Erfolgen – es gelang Villeneuve im März 1805 der britischen Flotte auszuweichen – entschied Villeneuve, Napoléon Bonapartes Befehlen widersprechend, vor der britischen Flotte Zuflucht im Hafen von Cádiz zu suchen. Napoléon nahm daraufhin von seinen Invasionsplänen Abstand.
Auf Druck von Napoleon verließ die französisch-spanische Flotte unter Villeneuve am 18. Oktober 1805 den Hafen von Cádiz, um eine französische Invasion in Italien zu unterstützen. Am 21. Oktober 1805 wurde die Flotte von der zahlenmäßig unterlegenen britischen Flotte unter Horatio Nelson in der Schlacht von Trafalgar zum Kampf gestellt. Die Schlacht endete für die französisch-spanische Flotte in einer katastrophalen Niederlage.
Villeneuve geriet in britische Kriegsgefangenschaft und lebte mit 200 seiner Soldaten in Hampshire. Er nahm an Nelsons Trauerfeier teil. 1805 wurde er auf Ehrenwort nach Frankreich entlassen. Er bemühte sich wieder in der Marine dienen zu dürfen, jedoch wurde diese Anfrage nicht beantwortet.
Am 22. April 1806 wurde er in Rennes im Hôtel de la Patrie mit mehreren Stichwunden in der Brust tot aufgefunden. Als Todesursache wurde Suizid konstatiert, begründet mit seiner Enttäuschung und Verzweiflung über die Niederlage. Die britische Presse versuchte Napoleons Regierung zu unterstellen, sie habe de Villeneuve ermorden lassen.

## Ehrungen
Sein Name ist am Triumphbogen in Paris in der 13. Spalte eingetragen.